# Ecliptopera hachijoensis
Ecliptopera hachijoensis là một loài bướm đêm trong họ Geometridae.